# Атанас Чіпілов
Атанас Васілєв Чіпілов (болг. Атанас Василев Чипилов; 6 лютого 1987, Санданський, Народна Республіка Болгарія) — болгарський футболіст, нападник клубу «Нефтохімік Бургас».

## Біографія

### Клубна кар'єра
Вихованець софійського «Левскі». У 2004 році перейшов в академію київського «Динамо». Його помітили в іграх за юнацьку збірну Болгарії. В основному виступав за «Динамо-2» у Першій лізі. Дебютував 2 жовтня 2004 року в матчі проти сімферопольського «ІгроСервіса» (0:4). Для отримання ігрової практики Чіпілова віддавали в оренду спочатку в «Ботев» з Пловдіва, після цього грав за «Чорноморець» (Бургас) і «Спортіст». 
У серпні 2009 року відправився в оренду в «Монтану», де і залишився, виступаючи в подальшому за ряд посередніх болгарських клубів.

### Кар'єра в збірній
Виступав за юнацьку збірну Болгарії до 17 і до 19 років.